# Mimetes cucullatus
Mimetes cucullatus är en tvåhjärtbladig växtart som först beskrevs av Carl von Linné, och fick sitt nu gällande namn av Robert Brown. Mimetes cucullatus ingår i släktet Mimetes och familjen Proteaceae. Inga underarter finns listade i Catalogue of Life.